# 貝達 (也門)
貝達（阿拉伯語：البيضاء）是也门的一座城镇，为贝达省的首府。坐落于首都萨那东南方130公里处。2004年人口为571,778。